# Vladimír Weiss (1964)
Vladimír Weiss (Bratislava, 22 de setembro de 1964) é um treinador e ex-futebolista eslovaco que atuava como meio-campista. Atualmente comanda o Slovan Bratislava.
Pela antiga Tchecoslováquia, jogou a Copa do Mundo de 1990 e, pela Eslováquia independente, foi técnico na Copa do Mundo de 2010, respectivamente o último mundial dos eslovacos antes da Separação de Veludo e o primeiro depois dela.
Curiosamente, tem o mesmo nome do pai e do filho, ambos também ex-futebolistas de seleção. Seu pai esteve na campanha medalha de prata da seleção tchecoslovaca nos Jogos Olímpicos de 1964. Já seu filho também esteve na Copa do Mundo FIFA de 2010, como jogador da seleção eslovaca (sendo treinado pelo próprio pai). 

## Carreira
Jogou por dezesseis anos, sendo o Inter Bratislava o clube que por mais tempo defendeu (sete) e pelo qual foi à Copa do Mundo de 1990. Além de defender a então Tchecoslováquia, jogou também pela Eslováquia independente, entre 1993 e 1995.
Aposentou-se em 2000, no Artmedia Petržalka, iniciando a carreira de treinador pelo mesmo clube. Com ele, foi campeão eslovaco em 2005 e 2008 e levou a equipe à fase de grupos da Liga dos Campeões da UEFA de 2005-06. 

## Treinador
Em 2008, assume o comando técnico da Eslováquia, comandando-a em grande campanha nas Eliminatórias para a Copa do Mundo de 2010, a primeira disputada pelo país após a independência eslovaca.